# 알파드림
알파드림(AlphaDream, 일본어: 株式会社アルファドリーム)은 2000년 미즈노 데츠오와 후지오카 치히로가 일본 도쿄도에 설립한 비디오 게임 개발 기업이다. 닌텐도와 파트너십을 맺고 게임보이 컬러, 게임보이 어드밴스, 닌텐도 DS, 닌텐도 3DS, 닌텐도 스위치용 소프트웨어를 제작하였으며 여기에는 마리오 앤 루지 시리즈가 포함된다. 이 기업의 직원으로는 마에가와 요시히코 등 스퀘어 출신 전 개발자들이 포함되었다. 2019년 10월 2일, 알파드림은 파산신청 이후 문을 닫았다.